# Schönau, Rhein-Neckar
Schönau är en stad  i Rhein-Neckar-Kreis i regionen Rhein-Neckar i Regierungsbezirk Karlsruhe i förbundslandet Baden-Württemberg i Tyskland.
Kommunen ingår i kommunalförbundet Schönau tillsammans med kommunerna Heddesbach, Heiligkreuzsteinach och Wilhelmsfeld.